# Étretat
Étretat é uma comuna francesa na região administrativa da Normandia, no departamento de Sena Marítimo. Estende-se por uma área de 4,06 km². Em 2010 a comuna tinha 1 248 habitantes (densidade: 307,4 hab./km²).

## Ligações externas

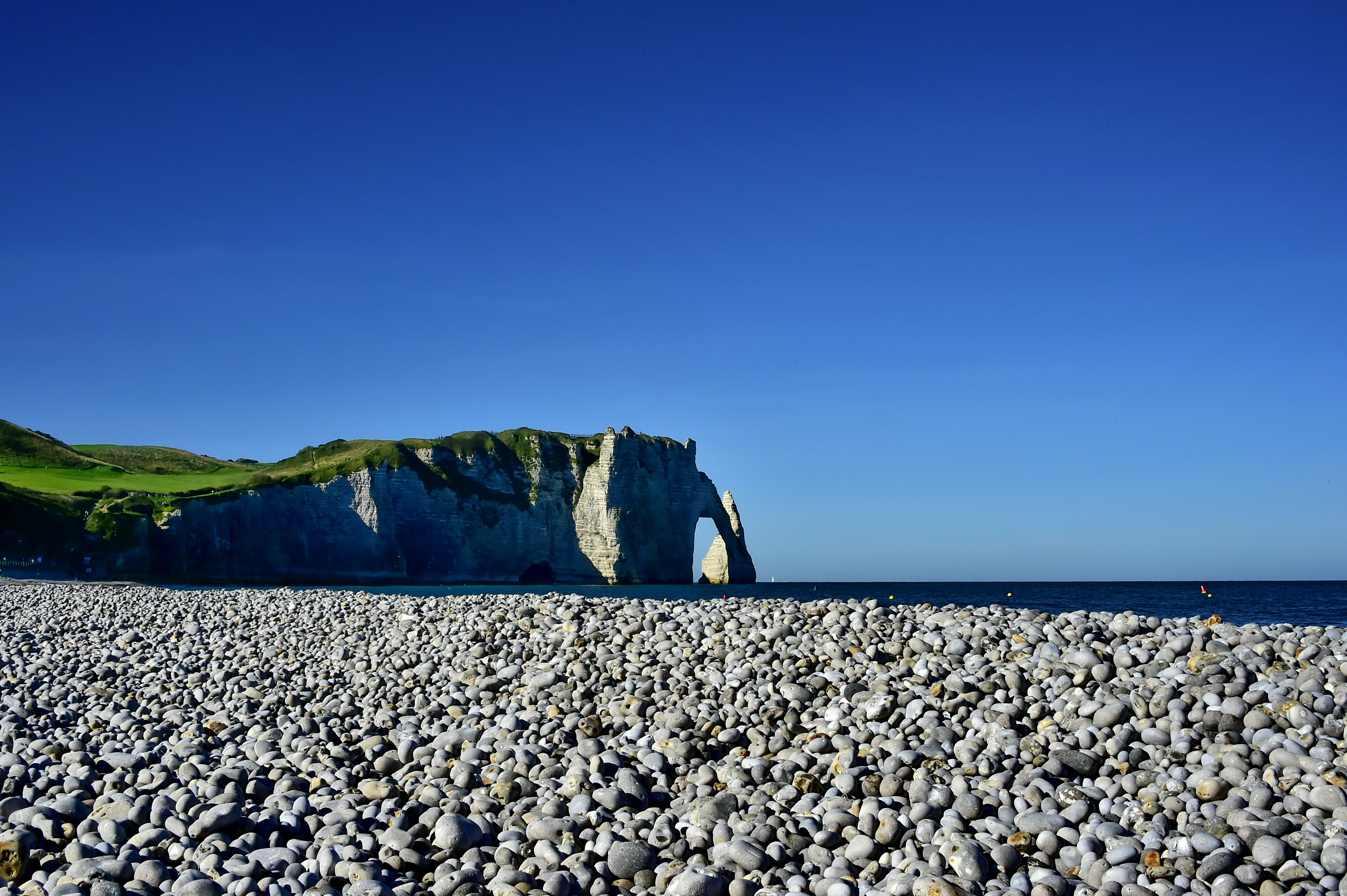
Porte d’Aval - Aiguille